# Chrysolina oirota
Chrysolina oirota es un coleóptero de la familia Chrysomelidae.
Fue descrita científicamente en 1990 por Lopatin.